# Светлоград (станция)
Светлогра́д (до 1965 года — Петровское село) — узловая железнодорожная станция Минераловодского региона Северо-Кавказской железной дороги, находящаяся в городе Светлограде Ставропольского края на основной линии Палагиада — Элиста и начале ветки на Будённовск.

## История
Станцию построило в 1914 году акционерное общество «Армавир-Туапсинская железная дорога».
Первый состав с поездом пошёл на Ставрополь в 1916 году.
С 1922 года станция относится к Северо-Кавказской железной дороге.
С 1928 года станция приобрела статус узловой после ввода ветки Петровское село — Благодарное.

## Современность
Планировалось с 1.07.2012 запустить через Светлоград 3 маршрута пригородного поезда: Ставрополь — Светлоград, Ставрополь — Дивное, Ставрополь — Будённовск.. До 2012 года на станции действовала железнодорожная касса.